# Gérard Daran
Pour les articles homonymes, voir Daran (homonymie).
Gérard Daran, né le 2 janvier 1946 à Toulouse est un peintre et dessinateur français.

## Biographie
Il suit les cours des Beaux-Arts de Toulouse, Strasbourg et Paris, spécialisé dans le figuratif, notamment dans le nu académique. Il travaille et vit à Paris depuis 1968.

## Parutions nationales
- Romi, Métamorphoses du diable, Hachette, 1968.
- « Histoire de l'érotisme », Lo Duca, La jeune Parque Édition, 1969.
- « Je vous attends », Léo Ferré, Paul Ide Galerie Édition, 1981.
- « Les Peintres de l'école de Toulousaine », Annie Merle, Éditions Michael Ittah, 1994.
- « L’élan des corps », Françoise Coffrant, Artiste magazine n° 119, janvier-février 2006 et « Nu : les justes proportions », magazine n° 135, 2008.
- « L’école de Toulouse », Annie Merle, Éditions Atlantica, 2010.

## Articles de presse écrite nationale et internationale
- « Plexus » n°16, « Découverte Plexus : Gérard Daran », septembre 1968
- Journal Le Monde, « À travers les galeries », p. 14, le 30 janvier 1969.
- Robert Aribaut, journal La Dépêche du Midi : « La vision fantastique et érotique de Daran », avril 1969
- Serge Mathis, « Les visions surréelles de Daran », Journal La Croix, avril 1969
- Journal Sud-Ouest: « Les héroïnes de Daran », novembre 1971
- Serge Mathis, Journal La Croix : « Variations fantastiques sur l’être humain avec les dessins inquiétants de Daran », novembre 1971
- Journal La Dépêche : « Daran érotique et occultisme », (Robert Aribaut), novembre 1971
- Robert Aribaut, Journal La Dépêche : « La femme surréelle de Gérard Daran », juin, 1975
- « Daran et la femme surréelle », journal Sud-Ouest, juin 1975
- Stéphane Rey, Journal Echo de la Bourse, octobre-novembre 1977
- Rémy de Cnodder, Journal Spectator, « De Maggische sfeer van Daran»,juin 1979
- Alain Viray, Journal La Dernière heure, « Les nouvelles huiles de Daran »,juin 1979
- Magazine l’Évènement n° 69, « Question de temps : le petit « Ferré illustré », juin 1981
- Alain Viray, Journal La dernière heure, « Les artistes et Léo Ferré »,juin 1981
- Maurice Tassart, Journal Le Parisien libéré, « Et Daran recréa la femme »,janvier 1982
- Robert Barret, « La vie des galeries », Journal Panorama du médecin, février 1982
- Roger Bouillot, Journal Arts, « Femmes, aciers, marines… », janvier 1982
- Journal Le Figaro "Regards" : Léo Ferré par Daran, février 1982
- G. Szabo, Journal La Meuse, « Daran chez Keuninck », mai 1983
- Stéphane Rey, Journal Echo de la Bourse, septembre 1985
- Stéphane Rey, Journal Echo de la Bourse, septembre 1985
- Marie-Louise Roubaud, « Daran des corps et des visages », Journal La Dépêche du Midi, décembre 1985

## Télévisions
- Collection « Echos et reflets » « Gérard Daran et son univers tourmenté », émission diffusée le 26 avril 1969.
- Maurice Bruzek et Edouard Logereau, Magazine de la collection « Expressions », émission diffusée le 27 février 1977, TF1.
- Interview : Gérard Daran et Daniel Schintone, juillet 1989, produit et réalisé par le service de technique et communication de la mairie de Toulouse[1].